# Jill Börresen
Jill Börresen, född 16 december 1973, är en sydafrikansk bågskytt. Hon deltog vid olympiska sommarspelen 1996 och 2000.